# Selaginellaceae

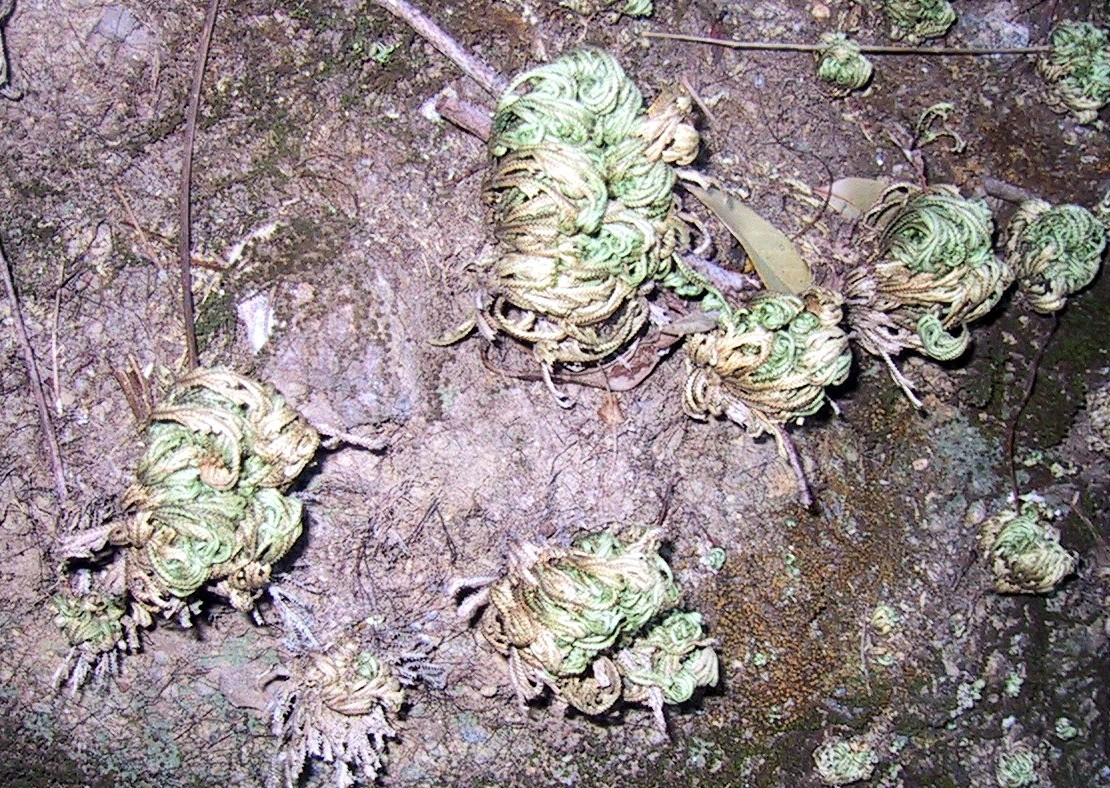
Selaginella tamariscina

Las selagineláceas (nombre científico Selaginellaceae) son una familia de plantas vasculares. Su reproducción es por esporas (pteridófitos) con microfilos (es decir que no hay formación de una laguna foliar y solo presenta la vena principal), consta de un único género, Selaginella, y es la única familia del orden Selaginellales. Su ciclo de vida es heterospórico (con megasporas y microsporas). Como todas las lycophytas, posee raíces adventicias (originadas en el vástago). Crecen en lugares cálidos y húmedos. Están distribuidas en zonas tropicales de todo el mundo, aunque existen algunas especies en desiertos y en zonas de alta montaña.

## Taxonomía
La clasificación hasta género más actualizada es la de Christenhusz et al. 2011 (basada en Smith et al. 2006, 2008); que también provee una secuencia lineal de las licofitas y monilofitas.
- Orden C. Selaginellales Prantl, Lehrb. Bot.: 116 (1874).

1 familia.
- - Familia 3. Selaginellaceae Willk., Anleit. Stud. Bot. 2: 163 (1854).

1 género (Selaginella). Referencias: Korall & Kenrick (2004), Korall et al. (1999).
Este género contiene alrededor de 750 especies.
- Selaginella apoda este de EE. UU.
- Selaginella asprella
- Selaginella bifida (Isla Rodrigues)
- Selaginella biformis
- Selaginella bigelovii
- Selaginella braunii China.
- Selaginella bryopteris Sanjeevani India.
- Selaginella canaliculata sudeste de Asia, Molucas.
- Selaginella carinata
- Selaginella cinerascens
- Selaginella densa oeste de EE. UU.
- Selaginella denticulata Mediterráneo y Macaronesia
- Selaginella douglasii
- Selaginella eclipes este de EE. UU.
- Selaginella kraussiana de África, Azores.
- Selaginella lepidophylla  "planta de resurrección", "planta dinosaurio" desierto de Chihuahua
- Selaginella moellendorffii su secuencia genómica se lanza en 2008, ver Purdue University
- Selaginella oregana
- Selaginella porphyrospora
- Selaginella poulteri
- Selaginella pulcherrima
- Selaginella rupestris este de EE. UU.
- Selaginella selaginoides norte templado de Europa, Asia, EE. UU.
- Selaginella sellowii Argentina.
- Selaginella serpens
- Selaginella umbrosa
- Selaginella uncinata
- Selaginella wallacei
- Selaginella watsonii
- Selaginella willdenovii
- Selaginella rupicola"